# かつて日蓮正宗に属していた寺院一覧
かつて日蓮正宗に属していた寺院一覧(かつてにちれんしょうしゅうにぞくしていたじいんいちらん)は、かつては日蓮正宗（静岡県・大石寺）の末寺寺院であったが、創価学会への帰属、正信会としての単立化、あるいは日蓮宗への復帰などにより、現在は日蓮正宗（静岡県・大石寺）とは異なる儀式・法要などを執行している寺院の一覧である。
- 寺号が太字のものは、触頭長応寺『日蓮法華宗勝劣派本末寺名帳』其二(明治三年)において大石寺末として記載されていた諸寺院を示す[1]。
- 備考の宗教法人正信会、宗教法人正信会のホームページ、寺院・布教所紹介に掲載されている寺院を示す。

## 正信会所属寺院
| 寺号       | 所在地                 | 備考 |
| 行足寺     | 北海道札幌市白石区     | 宗教法人正信会 |
| 覚知寺     | 北海道名寄市           | |
| 能忍寺     | 北海道天塩郡天塩町     | 宗教法人正信会 |
| 説道寺     | 北海道山越郡長万部町   | 宗教法人正信会 |
| 修覚寺     | 北海道北見市           | 宗教法人正信会 |
| 覚宣寺     | 青森県十和田市         | 宗教法人正信会 |
| 行修寺     | 青森県むつ市           | |
| 徳本寺     | 秋田県湯沢市           | |
| 玉円寺     | 秋田県大館市           | |
| 法徳寺     | 山形県米沢市           | |
| 蓮浄寺     | 福島県いわき市         | |
| 忍善寺     | 福島県二本松市         | 宗教法人正信会 |
| 本修寺     | 茨城県つくば市         | |
| 願生寺     | 茨城県神栖市           | 宗教法人正信会 |
| 法潤寺     | 埼玉県熊谷市           | 宗教法人正信会 |
| 源遠寺     | 千葉県柏市             | |
| 蓮生寺     | 千葉県鴨川市           | |
| 法喜寺     | 千葉県銚子市           | |
| 常光寺     | 東京都葛飾区           | |
| 行法寺     | 東京都調布市           | |
| 常修寺     | 東京都八王子市         | |
| 常度寺     | 神奈川県川崎市多摩区   | |
| 法遊寺     | 新潟県長岡市           | 宗教法人正信会 |
| 明行寺     | 新潟県柏崎市           | 宗教法人正信会 |
| 宝珠寺     | 新潟県福井市           | |
| 天奏寺     | 岐阜県不破郡垂井町     | 宗教法人正信会 |
| 専行寺     | 静岡県静岡市           | 宗教法人正信会 |
| 応身寺     | 静岡県藤枝市           | 宗教法人正信会 |
| 妙経寺     | 愛知県小牧市           | 宗教法人正信会 1891年に日蓮宗興門派寺院として創立。1900年、大石寺とともに本門宗を離脱して日蓮宗富士派の設立に参加                                                    |
| 天晴寺     | 愛知県瀬戸市           | 宗教法人正信会 |
| 経住寺     | 三重県津市             | |
| 仏護寺     | 三重県志摩市           | |
| 法慶寺     | 三重県尾鷲市           | |
| 九条住本寺 | 京都府京都市南区       | |
| 修福寺     | 京都府綴喜郡井手町     | |
| 妙静寺     | 滋賀県高島市           | |
| 広宣寺     | 大阪府大阪市阿倍野区   | |
| 源立寺     | 大阪府池田市           | 1583年（天正11年）大石寺僧中納言日誉により建立。1876年、日蓮宗興門派（本門宗）の設立に参加。1900年、大石寺とともに本門宗を離脱し、日蓮宗富士派(日蓮正宗)の設立に参加 |
| 興福寺     | 兵庫県丹波篠山市       | 1885年大石寺末寺の日蓮宗興門派（本門宗）寺院として建立。1900年大石寺とともに本門宗を離脱し、日蓮宗富士派（日蓮正宗）の発足に参加                                     |
| 妙宣寺     | 兵庫県伊丹市           | 宗教法人正信会 1882年大石寺により日蓮宗興門派（本門宗） の川西教会として建立される。1900年、大石寺とともに本門宗を離脱し、日蓮宗富士派（日蓮正宗）の設立に参加       |
| 大蓮寺     | 兵庫県加東市           | 1890年（明治23年）大石寺により日蓮宗興門派（本門宗）の新町教会として建立される。1900年、大石寺とともに本門宗を離脱し、日蓮宗富士派（日蓮正宗）の設立に参加           |
| 実相寺     | 兵庫県宍粟市           | 宗教法人正信会 |
| 神通寺     | 兵庫県明石市           | 宗教法人正信会 |
| 妙音寺     | 和歌山県有田郡有田川町 | 宗教法人正信会 |
| 成満寺     | 島根県江津市           | |
| 薬王寺     | 島根県益田市           | |
| 仏道寺     | 岡山県倉敷市           | |
| 西之坊     | 香川県三豊市三野町     | 讃岐本門寺塔中 |
| 奥之坊     | 香川県三豊市三野町     | 讃岐本門寺塔中 |
| 慈隆寺     | 徳島県板野郡北島町     | |
| 開教寺     | 高知県高岡郡四万十町   | |
| 聖霑寺     | 福岡県北九州市小倉南区 | |
| 無辺寺     | 福岡県田川市           | |
| 世尊寺     | 佐賀県佐賀市           | |
| 護法寺     | 佐賀県唐津市           | |
| 知見寺     | 熊本県水俣市           | |
| 法輪寺     | 熊本県阿蘇市           | |
| 白法寺     | 熊本県八代市           | |
| 伝法寺     | 大分県竹田市           | |
| 久住寺     | 宮崎県延岡市           | |

## 創価学会系の単立寺院
| 寺号   | 所在地             | |
| 興隆寺 | 北海道夕張市       | |
| 妙貴寺 | 秋田県鹿角市       | その後創価学会鹿角花輪会館に                                                                         |
| 開蓮寺 | 福島県福島市       | 福徳寺に寺号変更                                                                                     |
| 浄圓寺 | 栃木県小山市       | |
| 妙慧寺 | 埼玉県戸田市       | |
| 実修寺 | 東京都足立区       | |
| 長栄寺 | 東京都立川市       | 大宝寺に寺号変更                                                                                     |
| 妙道寺 | 愛知県名古屋市     | 1881年、日蓮宗興門派寺院として創立。1900年、大石寺とともに本門宗を離脱して日蓮宗富士派の設立に参加\| |
| 能顕寺 | 愛知県新城市       | 大光寺に寺号変更                                                                                     |
| 世雄寺 | 滋賀県高島市       | |
| 能栄寺 | 京都府京都市伏見区 | |
| 顕仏寺 | 京都府宇治市       | |
| 大照寺 | 和歌山県和歌山市   | |
| 円徳寺 | 広島県福山市       | |
| 大恩寺 | 佐賀県多久市       | 佐賀市内へ移転し跡地は創価学会会館に                                                                 |

## 保田妙本寺系
| 寺号       | 所在地             |                                      |
| 保田妙本寺 | 千葉県安房郡鋸南町 | 興門八本山。1941年三派合同で日蓮宗に |
| 顕徳寺     | 千葉県富津市       |                                      |
| 遠本寺     | 千葉県鴨川市       |                                      |

1957年（昭和32年）に妙本寺と旧末寺4ヶ寺は日蓮正宗に合流。うち上記3ヶ寺は1993年（平成7年）に離脱して単立の宗教法人に。旧末寺のうち本乗寺と本顕寺は日蓮正宗に残留。

## その他興門流など単立
| 寺号       | 所在地         | |
| 妙体寺     | 宮城県栗原市   | 日蓮本宗（要法寺） |
| 聚泉寺     | 秋田県大仙市   | |
| 要蔵寺     | 茨城県龍ケ崎市 | |
| 報恩寺     | 千葉県柏市     | |
| 善行寺     | 長野県塩尻市   | 離宗後、寺号を信濃山誓願寺に変更 |
| 成徳寺     | 岐阜県各務原市 | |
| 西山本門寺 | 静岡県富士宮市 | 富士門流の富士五山の一つ。1957年3月日蓮宗を離脱し、ついで日蓮正宗に合流。49世由比日光の主導で、塔頭・末寺・檀家総代の了解をえずに手続きをすすめたため、反対派による合流の無効確認を求める訴訟おこる。1975年、最高裁において檀家側の勝訴が確定。日蓮正宗より離脱し、単立の宗教法人として法華宗興門流を公称。                                                        |
| 宝地寺     | 静岡県伊東市   | 正信会所属だったが離脱 |
| 蓮華寺     | 大阪市北区     | 1770年（明和7年）法華宗に改宗、翌1771年（明和8年）に大石寺の末寺に。1876年、大石寺とともに日蓮宗興門派（本門宗）の設立に参加。1900年、大石寺とともに本門宗を離脱、日蓮宗富士派の設立に参加（1915年日蓮正宗に改称）。1964年に創価学会の干渉と介入への反発と日蓮正宗当局の学会への融和姿勢から離脱し、日蓮実宗を立宗。これに対し正宗側は、翌年淀川区に同名寺院を再興 |
| 大安寺     | 鳥取県倉吉市   | |
| 大乗寺     | 高知県高知市   | 1964年離脱、日蓮実宗 |
| 神力寺     | 愛媛県大洲市   | |
| 日向妙国寺 | 宮崎県日向市   | 日郷門流。1957年（昭和32年）、旧本山定善寺など6ヶ寺とともに日蓮宗を離れて日蓮正宗に合流。翌1958年に単立となり、1976年（昭和51年）、日蓮宗に復帰 |